# Лу Хао (тенісист)
Лу Хао (нар. 30 січня 1984) — колишній китайський тенісист.
Найвищу одиночну позицію світового рейтингу — 592 місце досяг 25 липня 2005, парну — 698 місце — 25 липня 2005 року.

## Титули ITF Ф'ючерс

### Парний розряд: (2)
| Ранг | Дата     | Турнір          | Покриття | Партнер      | Суперники                 | Рахунок             |
| ---- | -------- | --------------- | -------- | ------------ | ------------------------- | ------------------- |
| 1.   | Чер 2005 | КНР F3, Ухань   | Тверде   | Юй Сіньюань  | Лі Сіньхань Лю Тайвей     | 7–6(4), 6–3         |
| 2.   | Тра 2009 | КНР F3, Тайчжоу | Тверде   | Сюй Цзюньчао | Ґун Маосінь Цзен Шаосюань | 6–7(3), 6–4, [10–4] |